# Searsia tripartita
Searsia tripartita är en sumakväxtart som först beskrevs av Bernardino da Ucria, och fick sitt nu gällande namn av Moffett. Searsia tripartita ingår i släktet Searsia och familjen sumakväxter. Inga underarter finns listade i Catalogue of Life.